# Comuna Iahodînka, Volodarsk-Volînskîi
Iahodînka (în ucraineană Ягодинська сільська рада) este o comună în raionul Volodarsk-Volînskîi, regiunea Jîtomîr, Ucraina, formată din satele Iahodînka (reședința), Iahodînka Druha, Starîi Bobrîk, Turciînka și Valkî.

## Demografie
Componența lingvistică a satului Iahodînka
     Ucraineană (98,12%)
     Rusă (1,88%)
Conform recensământului din 2001, majoritatea populației satului Iahodînka era vorbitoare de ucraineană (98,12%), existând în minoritate și vorbitori de rusă (1,88%).